# Nonneseter kloster, Bergen
Nonneseter Kloster i Bergen i Norge var ett nunnekloster av benediktinorden, verksamt mellan 1100-talet och 1507. 
Klostret troddes länge ha varit ett nunnekloster tillhörigt cisterciensorden, grundat omkring år 1150, men detta har visat sig bygga på en gammal förväxling med ett munkkloster som grundades vid samma tid.  Senare forskning har dock visat att det var ett nunnekloster tillhörande benediktinerorden, grundat under första hälften av 1100-talet, troligen under 1120-talet, då Bergen var Norges huvudstad. Det är okänt vem som grundade det, men det är troligt att det var ett av de namnlösa kloster kung Sigurd Jorsalafare påstås ha grundat efter sin bror Östens död 1123.  
Klostret nämns första gången då kung Magnus Sigurdsson ska ha sökt skydd där år 1135.  Det var ett kloster med prestige, och flera medlemmar ur kungafamiljen ska ha blivit nunnor där. År 1320 omtalas klostret som innehållande 35 nunnor, ett högt tal även internationellt på den tiden. Nunnorna valde abbedissor själva, men biskopen kunde ingripa om valen gick orätt till. Det omtalas att Joron Constantia efterträdde Brynhild Katharina som abbedissa 1320, och Ingeborg Cecilia år 1326. Det var det rikaste nunneklostret i Norge och även rikare än flera av mansklostren, och fick under 1300-talet en inkomst på 1700 lauper; det rikaste klostret i Norge, Munkeliv, fick 2500 lauper, men de flesta klostret under 400. Klostret drabbades hårt av digerdöden. Klostret drev troligen ett sjukhus från 1411, som vid klostrets upplösning övertogs av en munkorden.   
Under 1400-talet tycks klostret ha förfallit. År 1455 mördades Torleiv Olavsson, biskop av Bergen, i Munkeliv kloster, som sedan brändes ned av mördarna. Detta var en kris för Munkeliv kloster, och som kompensation lät kung Kristian I av Danmark-Norge överföra Nonneseters egendomar, inkomster och byggnader på Munkeliv. Orsaken var att Nonneseter vid den tiden redan ska ha varit nästan tomt, och nunnorna fick flytta till andra kloster av deras orden. Exakt när detta skedde är oklart. Kristian I blev kung 1481, och 1497 gjorde Bergens biskop ängen utanför Nonneseter om till skyttebana, och klostret borde alltså då vara tomt.  Klostret upplöstes år 1507 sedan nunnorna anklagats för omoral, och sjukhuset och klosterbyggnaderna övertogs av Antonitorden, som drev ett sjukhus och värdshus i byggnaden. 
1528 övergick klostret i världslig ägo och namnet ändrades till Lungegaarden.